# Oginga Odinga

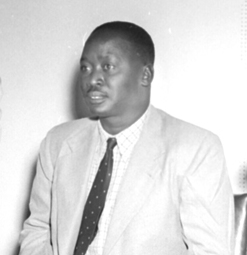
Foto de Oginga Odinga

Jaramogi Ajuma Oginga Odinga (Bondo, octubre de 1911-Nairobi o Kisumu, 20 de enero de 1994) fue un político keniata de etnia luo. Fue una figura clave en la independencia de Kenia, primer vicepresidente y luego líder de la oposición. 

## Biografía
No sabía exactamente dónde y cuándo nació; según su autobiografía “Not Yet Uhuru” (“Aún sin libertad” en suajili), nació en Bondo, provincia de Nyanza, como Obadiah Adonijah, nombre que cambió luego por Oginga Odinga. 
Fue al colegio en Maseno y a la Alliance High School, y estudió desde 1940 en Kampala (Uganda) en la Universidad de Makerere, más tarde regresó a Maseno para trabajar como profesor. 
En 1948 se unió al partido Kenyan African Union (KAU) y en 1960 se unió a la Unión Nacional Africana de Kenia (KANU) junto con Tom Mboya. Al independizarse Kenia en 1964, fue el primer vicepresidente, cargo al que renunció por desacuerdos con Jomo Kenyatta. Además dejó KANU y fundó la Unión Popular de Kenia (KPU) en 1966. 
Las tensiones entre Odinga y Kenyatta continuaron y en 1969 Odinga fue encarcelado dos años por unas disputas en Kisumu, donde al menos once personas murieron y una docena resultaron heridas. Al fallecer Kenyatta lo liberaron y continuó de nuevo como opositor con el sucesor de Kenyatta, Daniel arap Moi.
Intentó formar un partido político en 1982, pero sus planes fueron frustrados por el fiscal general Charles Njonjo, quien enmendó la constitución y convirtió a Kenia en un estado de partido único. Después del fallido golpe de Estado de 1982 contra el gobierno de Moi, Odinga fue puesto bajo arresto domiciliario en Kisumu.

## Vida privada
Odinga Odinga era polígamo, tuvo cuatro esposas (Mary Odhiambo Juma, Gaudencia Adeya, Suzan Agik, Betty Adongo) y diecisiete hijos. Era el padre del también político Raila Odinga.